# Чтак, Валерий Сергеевич
Вале́рий Серге́евич Чтак (25 августа 1981, Москва — 23 мая 2024, Москва) — российский концептуальный художник.

## Биография
Родился в 1981 году в Москве. По образованию библиотековед. Чтак — псевдоним, который художник взял себе в качестве официальной фамилии.
С 1998 года принимал участие в проекте «Школа современного искусства» Авдея Тер-Оганьяна. С 2000 по 2008 год участвовал в арт-группе «Общество Радек».
С 2002 года участвовал в групповых и персональных выставочных проектах в России и за рубежом. В 2011 году участвовал в 4-й Московской биеннале.
В 2011 году вышел каталог работ Валерия Чтака «Только правда», вступительную статью для которого написала Екатерина Дёготь.
В 2012 году был номинирован на премию «Инновация».
В 2015 году создал художественное оформление фильма «Тряпичный союз».
В 2016 году вошёл в десятку рейтинга Топ-20 самых влиятельных художников в российском искусстве.
В 2016 году вошёл в рейтинг «Топ-10 +1 и 50: самые заметные молодые художники» по мнению The Art Newspaper Russia.
В 2017, 2018 годах вошёл в Российский инвестиционный художественный рейтинг 49ART, представляющий выдающихся современных художников в возрасте до 50 лет.
Сотрудничал с московскими галереями Paperworks, «Риджина», «Triangle». Является правнуком архитектора Николая Шевякова и внуком Елены Радкевич (1927—2024), художницы из студии Элия Билютина «Новая реальность».
Основал рок-группу Sthow’s Seths, где помимо него играют художник Евгений Куковеров из арт-группы «ЕлиКука» и музыкант Дмитрий Власик.
С 34 лет болел рассеянным склерозом. Также боролся с онкологическим заболеванием.
Скончался 23 мая 2024 года на 43-м году жизни после продолжительной болезни.

## Работы находятся в собраниях
- Московский музей современного искусства, Москва[16].
- Государственная Третьяковская галерея, Москва.
- Фонд Владимира Смирнова и Константина Сорокина, Москва.
- Арт-центр имени Марка Ротко в Даугавпилсе.
- Deutsche Bank
- Частные коллекции Пьера Броше, Андрея Третьякова, Самира Сабе Д’Акра и других[6].

## Персональные выставки
Персональные выставки с 2005 года:
- 2022 — «Позже», Галерея Х.Л.А.М, Воронеж
- 2021 — «Всё и так понятно», Галерея ИГУМО, Москва
- 2021 — «Очередная персональная выставка»[19], Syntax Gallery, Cube Moscow
- 2021 — «Цены — это не романтично», Галерея Пальто, Cosmoscow, Москва
- 2021 — «Ноты», VLADEY space, Москва
- 2020—2021 — «Могло бы быть гораздо хуже»[20], Мультимедиа Арт Музей, Москва
- 2019 — «Этого никогда не поймет Гутов», Галерея Пальто, DA Moscow, Москва
- 2019 — «Той-Чтак. Просто так» (совместно с Е. Той), фонд Владимира Смирнова и Константина Сорокина, Москва
- 2019 — «Музей одного и того же»[21], галерея Syntax, Art Cube, Москва
- 2019 — «Я тебя тоже не узнал» (совместно с К. Кто), Art Cube, Москва
- 2018 — «Да здравствует А.», VLADEY space, Винзавод, Москва
- 2018 — «British celebrities», галерея SAAS, Лондон
- 2018 — «Что, если она захочет полежать?», Базель
- 2018 — «ДВА», ЦСИ «Заря», Владивосток; Галерея Triangle, Винзавод, Москва
- 2018 — «Йоффе vs. Чтак: Наоборот», Галерея Triangle, Винзавод, Москва
- 2017 — «История о том, как никто ничего не понял», Музей Москва-Сити, Москва
- 2017 — «Хлеб и воля», Галерея CUB, Рига.[22]
- 2017 — «Валерий Чтак. С-алфавит», Галерея «Triangle», Винзавод, Москва.
- 2016 — «В моем случае — ни в коем случае», Московский музей современного искусства, Москва.
- 2016 — «Краб Внутри», «Заря», Владивосток
- 2016 — «Города РФ», VLADEY space, Винзавод, Москва
- 2016 — «Технически, тут все просто», Галерея «Triangle», Винзавод, Москва.
- 2015 — «Доброе утро, иностранцы», Галерея «Triangle», Винзавод, Москва.
- 2015 — «Worshood», Галерея CUB, Рига. Центр Ротко (Даугавпилс)[23]
- 2014 — «Близко не подходи». Галерея Пальто, Москва.
- 2013 — «Это не кошмар». Red October gallery, Москва.
- 2012 — «Автор неизвестен». Mironova gallery, Киев.
- 2011 — «Только правда». Галерея Paperworks, Москва.
- 2010 — «Живопись — это мёртвый язык». Orel Art, Лондон.
- 2010 — «Чтак вышел в тираж». Галерея Paperworks, Москва
- 2009 — «Скажи: шибболет». Галерея Paperworks, Москва.
- 2009 — «Анархизм, хасидизм, агностицизм». Orel Art, Париж.
- 2009 — «Боб ненавидел всех». Галерея «Глобус», Санкт-Петербург.
- 2007 — «True Goth» (совм. с А. Булдаковым). Галерея «Art Business Consulting», Культурный центр «АРТСтрелка», Москва.
- 2007 — «Слоизм». Квартирная галерея «Черёмушки», Москва.
- 2006 — «Набор слов». Галерея «Франция», Москва.
- 2005 — «Polski Plakat Filmowy». Галерея «Витрина», Культурный центр «АРТСтрелка», Москва.

## Избранные групповые выставки
Групповые выставки с 2002 года в России и за рубежом:
- 2020 — Поколение XXI. Дар Владимира Смирнова и Константина Сорокина]"[24], Новая Третьяковская галерея, Москва
- 2018 — «Искусство 2000-х»[25], Новая Третьяковская галерея, Москва[26]
- 2017 — «Выставка друзей ЕлиКука», VLADEY space, Винзавод, Москва
- 2015—2016 — «Пазл Пьера Броше», МАММ[27]
- 2014 — «Не музей», Параллельная программа Манифесты 10, Санкт-Петербург
- 2013 — «Команда, без которой мне не жить», Галерея «Риджина», Москва
- 2012 — «Апокалипсис и Возрождение в Шоколадном доме». Шоколадный дом, Киев, автор идеи — Олег Кулик, кураторы — Анастасия Шавлохова, Константин Дорошенко.
- 2012 — «Футурология», куратор Эрве Микайлов. Национальная школа архитектуры, Нант, Франция
- 2012 — «Generation P», кураторы Елена Яичникова и Николя Одюро, Фестиваль «Руссенко», Кремлен-Бисетр, Франция
- 2011 — «Russian Cosmos», куратор Ольга Свиблова, Castello di Rivoli, Турин, Италия
- 2011 — «Переписывая миры». Основной проект 4-й Московской биеннале современного искусства (каталог)
- 2011 — «Кризис безобразия II». Галерея Paperworks, Москва
- 2011 — «ЕлиКука» и Чтак (совместно с группой ЕлиКука). «Риджина Берлога», Москва
- 2010 — «Записки сумасшедшего». Галерея «Риджина», Москва
- 2010 — «Esthetics vs Information». Центр коммуникаций культуры, Клайпеда
- 2009 — «Русский Леттризм», ЦДХ, Москва
- 2009 — «Европейские мастерские», ЦДХ, Москва
- 2009 — «Rendez-vouz», Институт современного искусства, Лион
- 2009 — «Absolut Creative Future», Винзавод, Москва
- 2008 — «Кризис безобразия». Галерея Paperworks, Москва
- 2008 — «Вторжение: Отторжение». Baibakov art projects, Москва
- 2008 — «Арт-Веретьево». Веретьево, Московская область
- 2008 — «Молодые, агрессивные». Институт Искусств Мусашино, Токио, Япония
- 2007 — «Ars Erotica, Ars Politica, Ars Theoretica». Prometeospace Gallery, Милан
- 2007 — «Moscoupolis». Espace Louis Vuitton, Париж
- 2007 — «On Geekdom». Benaki Museum, Афины
- 2007 — «Дневник художника». Центральный Дом Художника, Москва
- 2006 — «Russia Redux #2». Sidney Mishkin Gallery, NY City University, Нью Йорк
- 2006 — «Formalite». La Generale, Париж
- 2005 — «Портрет лица». Галерея Гельмана в залах ЦСИ М’АРС, Москва
- 2002—2005 — «Стой! Кто идет?» Государственный Центр современного искусства, Москва
- 2002—2003 — «АртКлязьма». Клязьминское водохранилище, Московская область
- 2002 — «Сделано во Франции». Музей и Общественный центр им. А. Сахарова, Москва